# 보두앵 2세 드 쿠르트네

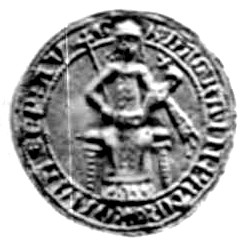

보두앵 2세 드 쿠르드네(프랑스어: Baudouin II de Courtenay, 1217년 ~ 1273년 10월)는 라틴 제국 최후의 황제(재위: 1240년 - 1261년)이다. 초대 황제 보두앵 1세의 딸 욜란드의 아들로써 아버지 피에르 드 쿠르드네는 라틴왕 루이 6세의 막내아들이다.
어릴때 즉위했기 때문에 치세 초반은 장 드 브리엔이 섭정을 맡았다. 이때부터 라틴 제국은 비잔티움 제국의 망명정권인 니케아 제국 및 불가리아의 침공을 받아 쇠퇴하기 시작했고, 보두앵 2세는 제국을 살리기 위해 서구 여러나라에 원조를 요구하였다. 그러나 서구 여러나라의 원조를 얻지못해, 1261년 니케아의 공동황제 미카일 8세 팔라이올로고스의 공격을 받아 7월 24일 야밤에 제국의 수도 콘스탄티노폴리스는 함락되고, 보두앵 2세는 이탈리아로 망명했다. 이것으로 라틴 제국은 완전히 멸망했고, 비잔티움 제국이 부활하게 되었다.
| 전임 로베르 | 제6대 라틴제국의 황제 1228년 - 1261년 | 후임 필리프 |